# Airthrey Castle

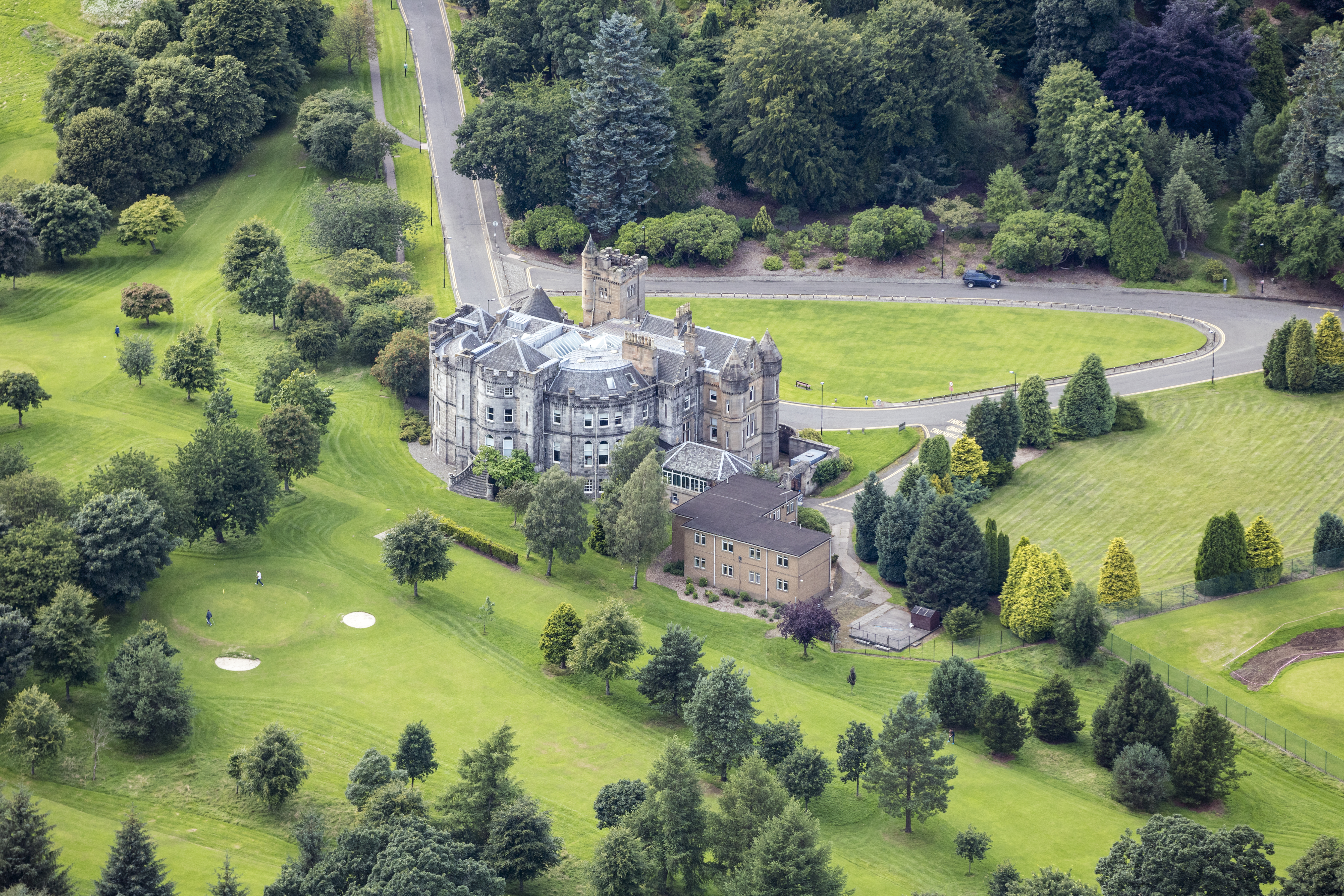
Luftbild von Airthrey Castle

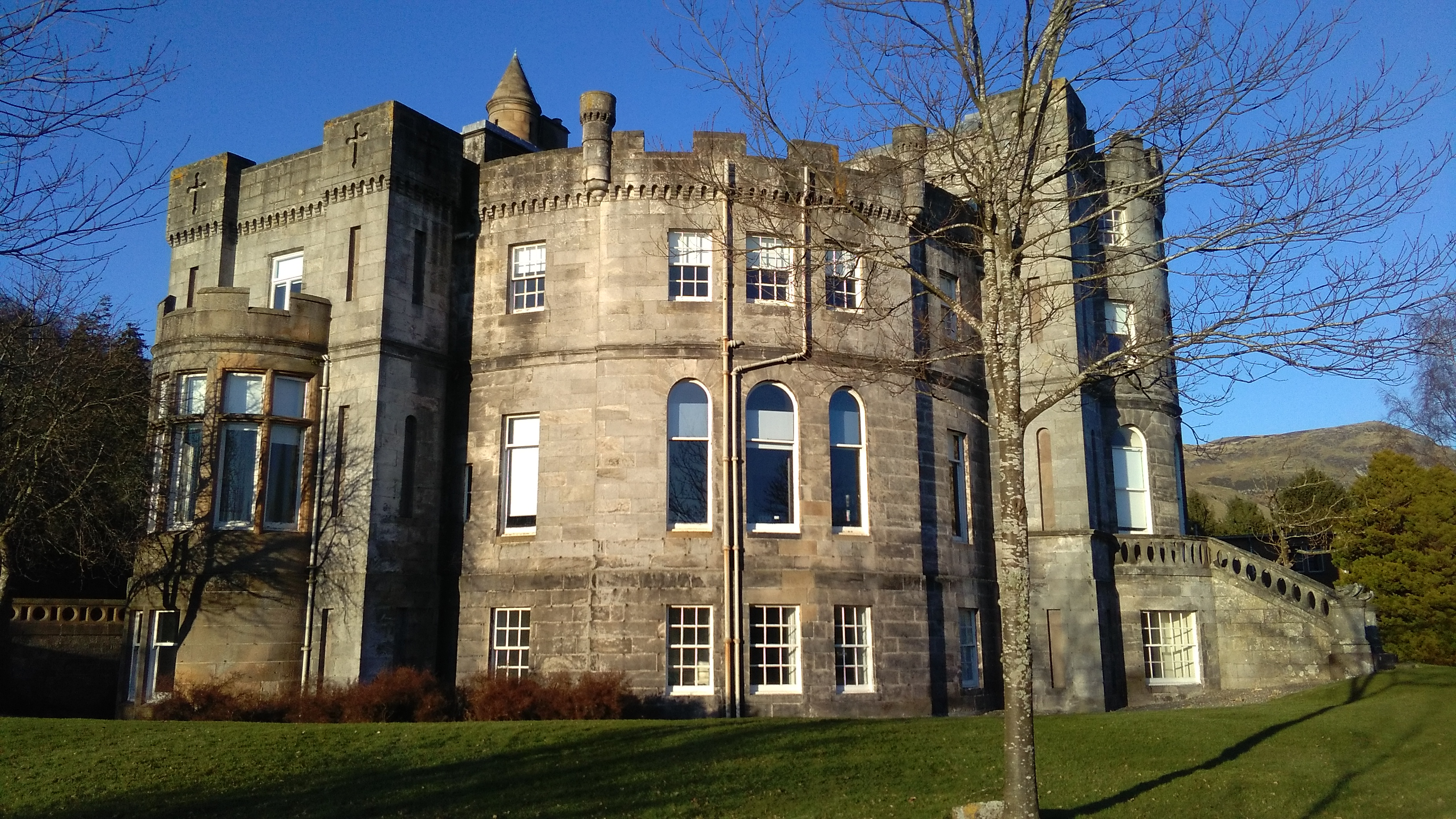
Airthrey Castle von Südwesten

Airthrey Castle ist eine Burg in der schottischen Council Area Stirling und gehört heute zur University of Stirling.
Es gibt zwei mögliche Erklärungen dafür, woher der Name „Airthrey“ stammen könnte: Es könnte eine Verballhornung von „Ard-rhedadie“ (deutsch hohe oder steigende Straße gemeint ist wohl die alte Straße nach Sheriffmuir) sein oder von schottisch-gälisch Aithrin (deutsch spitzer Punkt oder Konflikt) abgeleitet sein. Dies könnte sich auf eine Schlacht in der Nähe der Burg im Jahre 839 beziehen, in der die Pikten von den Schotten unter Kenneth McAlpin besiegt wurden.

## Geschichte
Der Name erscheint in einer Charta von König David I., die aus der Zeit vor 1146 stammen soll. 1370 wurde das Anwesen an Sir John Herice, Halter des nahegelegenen Stirling Castle, verlehnt. Dann fiel es an William Graham, 3. Lord Graham, als Lohn für seinen Mut in der Schlacht von Sauchieburn 1488, in der König Jakob III. getötet wurde, als er versuchte, eine Gruppe rebellierender Barone zu unterwerfen. Er wurde 1504 zum Earl of Montrose ernannt, fiel aber 1513 in der Schlacht von Flodden Field. Das Anwesen verblieb im Besitz des Clans Graham bis zu James Graham, 1. Marquess of Montrose, der 1644–1650 in einem Feldzug zur Unterstützung von König Karl I. von England kämpfte. Zu dieser Zeit befand sich das Anwesen Airthrey in den Händen eines kleineren Familienzweiges der Grahams.
1678 kaufte John Hope aus Hopetoun das Anwesen; ihm folgte Charles Hope, 1. Earl of Hopetoun, nach, der 1703 mit den Titeln eines Viscount Airthire, eines Baron Hope und eines Earl of Hopetoun in das House of Lords einzog. 1759 wurde das Anwesen an Captain Robert Haldane aus Plean verkauft. Das 147 Hektar große Gelände und der künstliche See wurden Ende des 18. Jahrhunderts von Landschaftsarchitekt Thomas White für die Familie Haldane angelegt. 1791 beauftragte Captain Haldanes Neffe, Robert Haldane, den großartigen Architekten Robert Adam mit einem Entwurf, der die Basis des heutigen Airthrey Castle ist. Trotz diesen Aufwandes verkaufte Haldane das Anwesen 1798 an Sir Robert Abercromby.
Burg und Anwesen blieben bis 1889 in den Händen der Familie Abercromby, dann kaufte sie Donald Graham und ließ 1889–1891 umfangreiche Anbauten an die Burg erstellen.
Vom Zweiten Weltkrieg bis 1969 wurde Airthrey Castle als Geburtsklinik genutzt und stellte so eine Ergänzung zur Stirling Royal Infirmary dar.
In den 1960er-Jahren wählte man in der Folge des Robbins-Reports das Anwesen als Standort der ersten komplett neuen schottischen Universität seit der Gründung der University of Edinburgh 1582. Die University of Stirling wurde 1967 eröffnet. Ihr Kampus liegt in 24 Hektar lichtem Wald, 120 Hektar intensiv gestaltetem Parkland mit einem See mit einer Vielzahl von Wildtieren – und schließt Airthrey Castle, wo die juristische Fakultät und die Radiostation der Studenten, Air3 Radio, untergebracht sind, mit ein. Airthrey Castle bietet viele originale Details und beherbergt den Moot Courtroom der Universität. Seit September 2014 ist in der Burg auch das internationale Studienzentrum der Universität untergebracht, das in Zusammenarbeit mit INTO University Partnerships betrieben wird.
Airthrey Castle ist als Denkmal der Kategorie B geschützt. 1987 wurde das Anwesen in das Inventory of Gardens and Designed Landscapes in Scotland aufgenommen.

## Bildergalerie

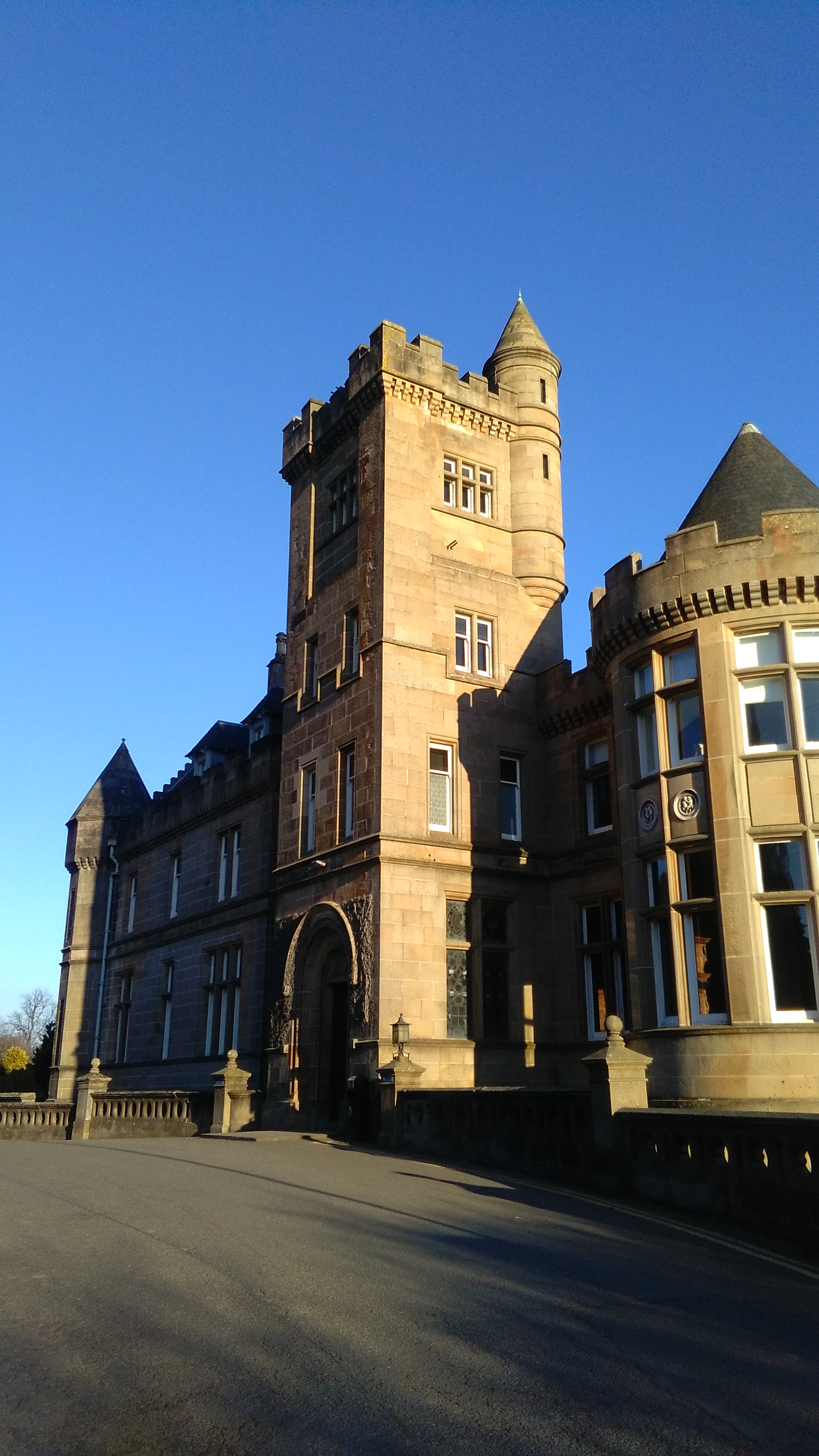
Airthrey Castle von Nordwesten
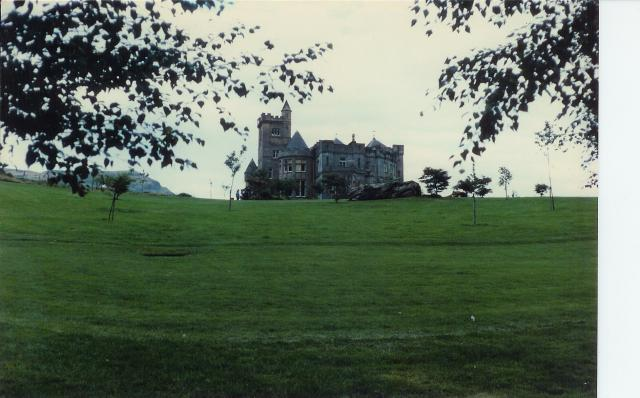
Airthrey Castle am östlichen Ende des Kampus der Universität
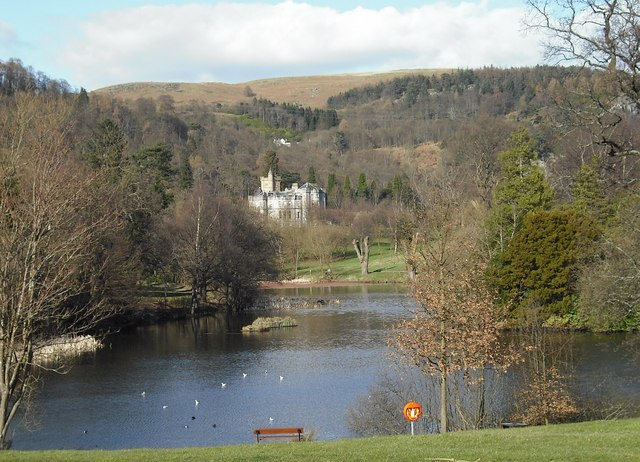
Airthrey Castle